# ISO 3166-2:AX
Pour un article plus général, voir ISO 3166-2.
 (août 2024).

Åland

ISO 3166-2:AX est l'entrée pour l'État libre associé d'Åland dans l'ISO 3166-2, qui fait partie du standard ISO 3166, publié par l'Organisation internationale de normalisation (ISO), et qui définit des codes pour les noms des principales administration territoriales (e.g. provinces ou état fédérés) pour tous les pays ayant un code ISO 3166-1.
Actuellement aucun code ISO 3166-2 n'est défini pour l'Åland.
L'Åland est officiellement assigné au code ISO 3166-1 alpha-2 Ax. Par ailleurs, l'État libre associé d'Åland, qui est une région autonome de Finlande, est aussi assigné au code ISO 3166-2 FI-01 sous l'entrée de la Finlande.